# Овоскоп
Овоскоп (от лат. ovum (овум) — «яйцо» и греч. σκοπεῖν (скопеин) — «рассматривать, смотреть») — прибор для определения качества яиц путём их просвечивания световыми лучами, что позволяет рассмотреть содержимое каждого яйца. Источник подсветки (лампа) находится внутри корпуса с овальными отверстиями в форме яиц.
Сам процесс отбора носит название мираж, а действие по отбору — миражирование. 
При просвечивании трещины и отверстия в скорлупе проявятся в виде ярких полос и точек. Воздушная камера должна находиться на тупом конце яйца в виде темноватого круглого пятна и быть неподвижной при переворачивании яйца. Желток может медленно перемещаться внутри яйца, но не должен касаться скорлупы. У свежего яйца, пригодного для инкубации, содержимое не тёмное, почти прозрачное, а желток менее заметен, чем у старого. 
Такие овоскопы стояли почти во всех бакалейных магазинах и гастрономах, где продавали куриные яйца. Каждый мог, купив десяток яиц, проверить их на просвет на овоскопе. В случае обнаруженного дефекта покупатель имел право на замену.
Непригодными считаются яйца:
- очень грязные;
- неправильной формы;
- имеющие дефекты скорлупы (трещины, тонкую скорлупу, большое количество крупных известковых наростов);
- двухжелтковые;
- со смещённой или блуждающей воздушной камерой;
- яйца, в которых произошло смешение белка с желтком в результате разрыва желточной оболочки;
- яйца, в которых белок или желток окрашены кровью;
- поражённые плесенью, не просвечивающиеся или имеющие тёмные пятна, с кровяными и другими инородными включениями;
- «старые яйца», которые долго хранились (при их просвечивании бывает видна увеличенная воздушная камера; желток большой, тёмный, приближен к скорлупе или присох к ней, границы его очерчены более резко, чем в свежем яйце; белок жидкий, поэтому желток очень подвижен).

В современных овоскопах используют светодиодные лампы, позволяющие работать от обычной батарейки. Такие овоскопы не нагревают яйца во время овоскопирования и нет необходимости отключать прибор после непродолжительной работы для охлаждения. Благодаря этому современные овоскопы по внешнему виду напоминают обычные фонарики, а овоскопирование яиц можно проводить, не вынимая яйца из лотка инкубатора или из коробки.